# Uusijärvi, Norrbotten
Uusijärvi är en sjö i Pajala kommun i Norrbotten och ingår i Torneälvens huvudavrinningsområde.